# Cabo Delgado
Cabo Delgado é um promontório situado em Moçambique, na costa do Oceano Índico, entre a vila de Palma e o rio Rovuma que marca a fronteira entre Moçambique e a Tanzânia. 
Neste cabo encontra-se situado o Farol de Cabo Delgado, inaugurado em 1931.
A província moçambicana de Cabo Delgado deve o seu nome a este elemento geográfico.